# Pisa na Fulô
"Pisa na fulô" é uma xote composto por João do Vale, em parceria com Ernesto Pires e Silveira Júnior.

## História
Fulô é corruptela maranhense da palavra flor, imortalizada na poesia de Jorge de Lima e popularizada na canção criada pela parceria de João do Vale com Silveira Júnior e Ernesto Pires.
Em 1957, a cantora Marinês gravou "Pisa na fulô" para seu disco "Vamos Xaxar com Marinês e Sua Gente". Foi a primeira de inúmeras versões desse xote. Naquele mesmo ano, Ivon Curi a gravou e foi um dos discos mais vendidos da época.
O próprio João do Vale registaria "Pisa na fulô" no LP "O Poeta do Povo", de 1965. 